# Uncaria
Uncaria es un género de plantas conocida coloquialmente como gambier o uña de gato, cuyo hábitat se encuentra en Asia, África y Sudamérica. Existen alrededor de 34 especies. La especie malaya Gambier (U. gambir) es una gran viña tropical con típicas hojas rubiáceas, opuestas y de alrededor de 10 cm de largo. En la base de las hojas posee una uña parecida a la de los gatos, por ello a la variedad sudamericana se le puso el nombre de Uña de gato. Existe también una especie china, U. sinensis, cuyas flores se originan en la base de las hojas; cada par de hojas puede tener un par de inflorescencias.
Gambier se utiliza en Malasia junto con la areca y el betel (pimienta india) para masticar, curtir y para teñir. La uña de gato y la especie china tienen usos medicinales. Se clasifican dos variedades de Uncaria tomentosa dependiendo de si los alcaloides tienen 4 o 5 cadenas; la variedad con 5 cadenas es medicinal, la tribu de los Ashánika la llaman "savéntaro".

## Taxonomía
El género fue descrito por Johann Christian Daniel von Schreber y publicado en Genera Plantarum 1: 125. 1789. La especie tipo es: Uncaria guianensis (Aubl.) J.F.Gmel.
Etimología
Uncaria: nombre genérico que deriva de la palabra latína uncus, que significa "un gancho". Se refiere a los ganchos, formados a partir de ramas reducidas, que las trepadoras de Uncaria utilizan para aferrarse a otra vegetación. 

## Especies
- Uncaria acida (Hunter) Roxb. - Malasia
- Uncaria africana G.Don - África
- Uncaria attenuata Korth. - Malasia
- Uncaria barbata Merr. - Borneo, Nueva Guinea.
- Uncaria bernaysii F.Muell. - Nueva Guinea.
- Uncaria borneensis Havil. - Borneo
- Uncaria callophylla Blume ex Korth. - Borneo
- Uncaria canescens Korth. - Malasia
- Uncaria cordata (Lour.) Merr. - Asia
- Uncaria donisii E.M.A.Petit - Congo
- Uncaria dosedlae Gilli - Nueva Guinea.
- Uncaria elliptica R.Br. ex G.Don - Malasia
- Uncaria gambir (Hunter) Roxb. - Malasia
- Uncaria guianensis (Aubl.) J.F.Gmel. - Guyana
- Uncaria hirsuta Havil. - China
- Uncaria homomalla Miq. - este de la India, Malasia
- Uncaria kunstleri King - Taiwán
- Uncaria laevigata Wall. ex G.Don - Filipinas
- Uncaria lancifolia Hutch. - China
- Uncaria lanosa Wall. in Roxb. - Malasia
- Uncaria longiflora (Poir.) Merr.
- Uncaria macrophylla Wall. - sudeste de Asia
- Uncaria nervosa Elmer - Filipinas
- Uncaria oligoneura Korth. - Borneo
- Uncaria orientalis Guillaumin - Nuevas Hébridas.
- Uncaria paucinervis Teijsm. & Binn. - Java
- Uncaria perrottetii (A.Rich.) Merr.
- Uncaria rhynchophylla (Miq.) Miq. ex Havil. - China
- Uncaria rostrata Pierre ex Pit. - Camboya
- Uncaria roxburghiana Korth. - Malasia
- Uncaria scandens (Sm.) Hutch.
- Uncaria schlenckerae S.Moore - Nueva Guinea.
- Uncaria sessilifructus Roxb. - Himalayas, Myanmar.
- Uncaria sinensis (Oliv.) Havil.
- Uncaria sterrophylla Merr. & L.M.Perry - Nueva Guinea.
- Uncaria talbotii Wernham - Nigeria
- Uncaria tomentosa (Willd. ex Schult.) DC. - América del Sur.
- Uncaria velutina Havil. - Filipinas
- Uncaria yunnanensis K.C.Hsia - China